# Sean Maguire
Sean Maguire (sinh ngày 18 tháng 4 năm 1976) là một nam diễn viên kiêm ca sĩ người Anh Quốc.

## Danh sách phim

### Điện ảnh
| Năm  | Tên                                | Vai           | Ghi chú |
| ---- | ---------------------------------- | ------------- | ------- |
| 1982 | A Voyage Round My Father           |               |         |
| 1983 | Monty Python's The Meaning of Life |               |         |
| 1992 | Waterland                          | Peter         |         |
| 2000 | Out of Depth                       | Paul Nixon    |         |
| 2005 | The Third Wish                     | Brandon       |         |
| 2007 | The Dukes                          | Dave          |         |
| 2007 | L.A. Blues                         | Jack Davis    |         |
| 2008 | Meet the Spartans                  | Leonidas      |         |
| 2012 | Songs for Amy                      | Sean O'Malley |         |
| 2015 | The Red Dress                      | James         |         |